# Folklore (альбом 16 Horsepower)
Folklore — четвёртый и финальный студийный альбом американской кантри-рок группы 16 Horsepower. Он был выпущен 17 июня 2002 года на лейбле Jetset Records.
Как видно из названия, большая часть материала альбома взята из традиционной народной музыки. Только четыре песни («Hutterite Mile», «Blessed Persistence», «Beyond the Pale» и «Flutter») являются оригинальными композициями.

## Отзывы
| Оценки критиков | Оценки критиков |
| Источник        | Оценка          |
| --------------- | --------------- |
| Allmusic        | [ 2 ]           |
| Pitchfork Media | (7.9/10)        |
| Popmatters      | [ 3 ]           |

Альбом получил положительные отзывы музыкальных критиков. Брэдли Торреано из AllMusic считает, что «Передавая отчаяние и депрессию сатерн-готического движения лучше, чем большинство артистов, они достигли того момента, когда их музыка превратилась в серию эдаких вестерн-саундскейпов. Это прекрасно, ведь они берут традиционные кантри-инструменты и используют их для создания дум-гимнов в стиле Bauhaus. Группа ещё больше усовершенствовала своё звучание и сделала его ещё более задумчивым и зловещим, чем раньше».

## Список композиций
Слова и музыка всех песен — 16 Horsepower и David Eugene Edwards, кроме указанных.
| №   | Название                             | Длительность |
| --- | ------------------------------------ | ------------ |
| 1.  | «Hutterite Mile»                     | 4:04         |
| 2.  | «Outlaw Song» (Народная)             | 4:29         |
| 3.  | «Blessed Persistence»                | 4:06         |
| 4.  | «Alone and Forsaken» (Hank Williams) | 2:49         |
| 5.  | «Single Girl» (The Carter Family)    | 2:35         |
| 6.  | «Beyond the Pale»                    | 3:45         |
| 7.  | «Horse Head Fiddle» (Народная)       | 4:50         |
| 8.  | «Sinnerman» (Народная)               | 4:15         |
| 9.  | «Flutter»                            | 4:04         |
| 10. | «La Robe a Parasol» (Народная)       | 2:14         |

## Чарты
| Чарт (2002)                 | Высшая позиция |
| --------------------------- | -------------- |
| Нидерланды (Album Top 100)  | 62             |
| Франция (SNEP)              | 147            |
| Бельгия/Валлония (Ultratop) | 50             |
| Швеция (Sverigetopplistan)  | 36             |